# Big Mouth (Fernsehserie)
Big Mouth (koreanischer Originaltitel: 빅마우스; RR: Big-ma-u-seu) ist eine südkoreanische Dramaserie, die von Studio Dragon, AStory und A-Man Project umgesetzt wurde. In Südkorea fand die Premiere der Serie am 29. Juli 2022 auf MBC statt.

## Handlung
Park Chang-ho, ein Anwalt mit einer miserablen Erfolgsbilanz, der auch Big Mouth genannt wird, wird in einen brisanten Mordfall verwickelt und landet schließlich im Gefängnis. Er wurde Opfer eines Komplotts, und jemand hegt ein großes Interesse daran, die ganze Welt glauben zu lassen, dass Park Chang-ho der berüchtigte und geniale Betrüger Big Mouse ist. Um zu überleben und seine Familie zu schützen, spielt er die Scharade mit und versucht, der Wahrheit auf die Schliche zu kommen. Nach und nach kommt Park Chang-ho einer großen Verschwörung auf die Spur, die sich in den Kreisen der privilegierten Oberschicht abspielt.

## Besetzung und Synchronisation
Die deutschsprachige Synchronisation entstand nach den Dialogbüchern von Mark Kuhn, Johanna Magdalena Schmidt, Christian Hanisch und Dirk Meyer sowie unter der Dialogregie von Mark Kuhn durch die Synchronfirma Iyuno-SDI Group Germany in München.

### Hauptdarsteller
| Rolle         | Schauspieler | Synchronsprecher  |
| ------------- | ------------ | ----------------- |
| Park Chang-ho | Lee Jong-suk | Julian Bayer      |
| Go Mi-ho      | Im Yoon-ah   | Laura Maire       |
| Choi Do-ha    | Kim Joo-hun  | Thomas Darchinger |

### Nebendarsteller
| Rolle                  | Schauspieler    | Synchronsprecher     |
| ---------------------- | --------------- | -------------------- |
| Go Gi-gwang            | Lee Ki-young    | Gerhard Jilka        |
| Gong Ji-hoon           | Yang Kyung-won  | Dirk Meyer           |
| Jung Chae-bong         | Kim Jung-hyun   | Stefan Lehnen        |
| Han Jae-ho             | Lee Yoo-joon    | Marc Rosenberg       |
| Seo Jae-yong           | Park Hoon       | Lars Krone           |
| Kim Soon-tae           | Oh Eui-sik      | Benjamin Hirt        |
| Lee Doo-geun           | Oh Ryoong       | Maximilian Laprell   |
| Choi Joong-rak         | Jang Hyuk-jin   | Gerd Meyer           |
| Jang Hye-jin           | Hong Ji-hee     | Judith Peres         |
| Park Yoon-gap          | Jung Jae-sung   | Mike Carl            |
| Gan Soo-cheol          | Kim Dong-won    | Daniel Pietzuch      |
| Yang Chun-sik          | Song Kyung-chul | Gudo Hoegel          |
| Ashley Kim             | Kim Kyu-seon    | Patricia Strasburger |
| Cha Seung-tae          | Yoon Seok-hyun  | Dustin Peters        |
| Jerry / Oh Jin-cheol   | Kwak Dong-yeon  | Felix Auer           |
| Noh Park               | Yang Hyung-wook | Michael A. Grimm     |
| Tak Kwang-yeon         | Yoo Tae-joo     | Kevin Kasper         |
| Hyun Joo-hee           | Ok Ja-yeon      | Franziska Ball       |
| Park Mi-young          | Kim Sun-hwa     | Dagmar Dempe         |
| Jang Hee-joo           | Park Se-hyun    | Katharina von Daake  |
| Kim Kyung-sook         | Jung Yeon       | Shirin Lotze         |
| Peter Hong             | Shin Seung-hwan | Andreas Thiele       |
| Mr. Jo                 | Han Dong-ho     | Sebastian Waldemer   |
| Frau von Cha Seung-tae | Lee Seo-an      | Janina Dietz         |

### Gastdarsteller
| Rolle                     | Schauspieler    | Synchronsprecher         |
| ------------------------- | --------------- | ------------------------ |
| Richter                   | Park Yong       | Kai Taschner             |
| Go Tae-sik                | Park Jung-bok   | Jan Langer               |
| Kim Gap-joo               | Han Ki-joong    | Hubertus von Lerchenfeld |
| Choi Man-ho               | Lee Young-jin   | Matthias Kupfer          |
| Min Byung-nam             | Hwang In-joon   | Timothy Peach            |
| Dr. Kim                   | Shin Dong-eun   | Mark Kuhn                |
| Bruder von Tak Kwang-yeon | Lee Hyoung-hoon | Nick-Robin Dietrich      |

## Episodenliste
| Nr. | Deutscher Titel | Originaltitel | Erstausstrahlung (Südkorea) | Deutschsprachige Erstveröffentlichung (—) |
| --- | --------------- | ------------- | --------------------------- | ----------------------------------------- |
| 1   | Folge 1         | 1회           | 29. Juli 2022               | —                                         |
| 2   | Folge 2         | 2회           | 30. Juli 2022               | —                                         |
| 3   | Folge 3         | 3회           | 5. Aug. 2022                | —                                         |
| 4   | Folge 4         | 4회           | 6. Aug. 2022                | —                                         |
| 5   | Folge 5         | 5회           | 12. Aug. 2022               | —                                         |
| 6   | Folge 6         | 6회           | 13. Aug. 2022               | —                                         |
| 7   | Folge 7         | 7회           | 19. Aug. 2022               | —                                         |
| 8   | Folge 8         | 8회           | 20. Aug. 2022               | —                                         |
| 9   | Folge 9         | 9회           | 26. Aug. 2022               | —                                         |
| 10  | Folge 10        | 10회          | 27. Aug. 2022               | —                                         |
| 11  | Folge 11        | 11회          | 2. Sep. 2022                | —                                         |
| 12  | Folge 12        | 12회          | 3. Sep. 2022                | —                                         |
| 13  | Folge 13        | 13회          | 9. Sep. 2022                | —                                         |
| 14  | Folge 14        | 14회          | 10. Sep. 2022               | —                                         |
| 15  | Folge 15        | 15회          | 16. Sep. 2022               | —                                         |
| 16  | Folge 16        | 16회          | 17. Sep. 2022               | —                                         |

## Trivia
Die koreanische Umschrift für die Begriffe Big Mouth und Big Mouse lautet jeweils 빅마우스. Die Serie greift die Verwechslungsgefahr zwischen diesen beiden Begriffen auf und baut sie in die Handlung ein.